# Hi 上班女郎
《Hi 上班女郎》（英語：Hi Working Girl）是一部2003年臺灣偶像喜劇電視劇。該劇由黃克義和吳思達執導，由蔡依林和羅志祥主演，並於2003年3月19日在臺灣中視無線台首播。該劇根據石塚夢見和大石賢一的漫畫《朝倉君 等等！》（日語：朝倉くん ちょっと！）改編，講述了廣告公司總務科職員宜伶遇到達倫科長之後發生的故事。

## 劇情
傅宜伶（蔡依林飾）是一個單純沒有心機的女生，她堅信人性本善，也認為這世界上沒有不能解決的事情，她這種「管家婆」的個性，進公司的總務科任職，再適合她不過了。但是總務科裡的其他同事都是些怪人，一個喜歡罵人的主管、一位愛慕虛榮的拜金女、一位整天只想把自己嫁出去的前輩，他們都喜歡欺負宜伶，把工作推給宜伶，但是宜伶從來沒有怨言，她覺得一定是自己不夠聰明、不夠努力，認為工作和責難都是一種磨練，是她人生的必經過程。
直到有一天鄭達倫（羅志祥飾）的出現，改變了宜伶23年的生命。達倫看見了宜伶的可愛和優點，他在成為宜伶每天來上班的原動力的同時，也深深地被宜伶所吸引。但單純的宜伶從來不認為會得到達倫的青睞，她只希望每天默默的在達倫身邊看著達倫，就已經是無上的幸福了。就連達倫鼓起勇氣示愛，身為愛情白癡的宜伶都接收不到，達倫只能繼續被另外兩位女生糾纏著。
有了達倫的支持，宜伶更是將「管家婆」的熱心發揮得淋漓盡致，她幫禿頭客戶找到自信、協調公司主管們的內訌、還陪糖果公司的老闆做了一個情人節之旅、冒險到電梯裡幫同事找戒指、還簽到一份不可能的合約、找回失蹤的廣告明星等等種種不可能的業務，到了宜伶手中，全靠她的毅力、傻勁和努力一一解決。這除了讓宜伶在公司的人緣更好，自己過得更有成就感之外，也讓達倫更加喜歡她，深深為她而傾倒。
但是宜伶面對自己的愛情卻一點都不勇敢，她根本不相信達倫會喜歡她這個平凡無奇的女孩，於是讓機會一次次地從身邊消逝，直到有一天她驚覺到，再不好好把握達倫就要從她身邊離開了，於是她終於鼓起了勇氣，大聲的說出「我愛達倫」。

## 角色
| 角色         | 演員     | 附註                                                             |
| ------------ | -------- | ---------------------------------------------------------------- |
| 傅宜伶       | 蔡依林   | 總務部組長、是個「傻大姊」、與達倫互相喜歡                       |
| 鄭達倫       | 羅志祥   | 總務部科長、與宜伶互相喜歡                                       |
| 曾璦琳       | 賴雅妍   | 是個大美女、總務部的「花瓶」                                     |
| 夏薇琪       | 文汶     | Vicky、有父母的遺傳會占卜和算命                                  |
| 陳良光       | 單承矩   | 行政副總                                                         |
| 斗哥         | 劉亮佐   | 業務部總監                                                       |
| 葛西總監     | 葛西健二 | 創意部總監                                                       |
| 王志偉       | 郭世倫   | 業務部組長、很愛摸小妹屁股、後來承認自己是同性戀、後來和達莉交往 |
| 小妹         | 夏雨喬   | 常常被王組長摸屁股                                               |
| 董事長       | 傅雷     | 東西廣告公司負責人、達倫的親叔叔                                 |
| 外丹功老人   | 陳賢士   | 達倫腳受傷時的拳頭師父                                           |
| 宜伶媽媽     | 易哲理   |                                                                  |
| 達倫媽媽     | 應采靈   | 希望有個十項全能的媳婦成為達倫事業上的左右手                     |
| 陳副總妻子   | 林美秀   |                                                                  |
| 孫大傑       | 安志杰   | 和璦琳是大學同學和初戀、因有病在身不敢和璦琳表白                 |
| 李天爵       | 王仁謙   | 李老師                                                           |
| 小天王朱孝天 | 朱孝天   | 和王志偉是大學同學、第三集登場。                                 |
| 小天王女友   | 楊千霈   | 王志偉的前女友                                                   |
| 小天王經紀人 | 周群达   | 幫助宜伶和小天王簽約                                             |
| 小張         | 謝其文   | 大樓管理員、Vicky的網路情人                                      |
| 哲           | 李傑聖   | 電話騷擾璦琳                                                     |
| 強尼         | 鍾漢良   | 考察業務、宜伶的初戀情人、第五集到第八集登場                     |
| 陳圓圓       | 侯雅芳   | 打掃阿嫂罔腰的女兒、是個胖妹、因強尼的鼓勵而喜歡強尼             |
| 老闆娘       | 李家珍   | 旅館的老闆娘                                                     |
| 李有春       | 張立威   | 有春理髮院的老闆                                                 |
| 李小音       | 許翠雪   | 有春的女兒、到東西廣告公司請求幫忙                               |
| 鄭達莉       | 林韋君   | 達倫離家出走的妹妹、第八集登場                                   |
| 蘇曉雲       | 關穎     | 浣花舞集藝術總監、第九集登場                                     |
| 宜伶父       | 雷威遠   | 常帶著宜伶去探險找美麗的事物                                     |
| 宜莉         | 徐珪瑩   | 宜伶的姊姊                                                       |
| 大姊         | 林如琦   | 大傑的姊姊                                                       |
| 俊介         | 林志炫   | 幸福花藝坊小老闆                                                 |
| 阿拓         | 許君豪   | 飛碟會長                                                         |
| 佳佳         | 張棋惠   | 大傑的特別護士                                                   |
| 吳雅惠       | 陳妍安   | 斗哥的老婆                                                       |
| 外公         | 郭昌儒   | 達倫的外公                                                       |

## 原聲帶
| 曲序 | 曲目             |        | 作曲   | 编曲   | 製作人 | 演唱   | 备注   | 时长 |
| ---- | ---------------- | ------ | ------ | ------ | ------ | ------ | ------ | ---- |
| 1.   | 說愛你           | 天天   | 周杰倫 | 呂紹淳 | 王治平 | 蔡依林 | 片頭曲 | 3:46 |
| 2.   | 妳說妳的我說我的 | 徐若瑄 | 羅志祥 | 郭建良 | 畢國勇 | 羅志祥 | 片尾曲 | 3:37 |
| 3.   | 布拉格廣場       | 方文山 | 周杰倫 | 鍾興民 | 周杰倫 | 蔡依林 | 插曲   | 4:54 |
| 4.   | 奴隸船           | 陳鎮川 | 薛忠銘 | 陳建騏 | 薛忠銘 | 蔡依林 | 插曲   | 4:56 |

## 發行
2003年3月19日開始，該劇在臺灣中視無線台每週播出一集。2004年5月12日開始，該劇在香港有線娛樂台每週播出一集。2006年10月1日開始，該劇在中國中央電視台綜合頻道每日三集連播。此外，該劇在臺灣、香港、新加坡、馬來西亞發行套裝DVD和VCD，收錄該劇23集全部內容。

## 評價
《揚州晚報》評價：「《嗨！上班女郎》有著典型的台灣式幽默，看似有些無釐頭，仔細想想卻都在情理之中。這樣人物關係簡單的電視劇，讓人看起來覺得很輕鬆，每個人物都個性鮮明，很容易記住。」新浪娛樂評價：「《嗨！上班女郎》除了以略為誇張的表演和劇情博得觀眾輕鬆一笑之外，故事中還隱含著極具現實意義的道理，只是它沒有用說教的方式，而是用這樣一種藏在笑聲背後的方式展現給了觀眾。」《半島都市報》評價：「因為蔡依林極少出演電視電影，再加上劇中她與緋聞男友羅志祥有親密對手戲，所以仍然引發大量粉絲關注。但對蔡依林來說，演技毫無疑問是她的『死穴』。歌舞樣樣精通的蔡依林一面對拍戲的鏡頭，便顯出幾分心有餘而力不足。」

## 幕後人員
- 柴智屏－製作人、編劇
- 陽佳玉－製作人
- 黃宗倫－編審
- 黃克義－導演
- 吳思達－導演
- 吳怡然－編劇
- 溫郁芳－編劇
- 毛訓容－編劇
- 歐易潔－專案協調
- 黃曉鈴－企宣
- 謝明志－製作統籌
- 林書宏－副導演
- 羅世軒－執行製作
- 邱顯全－製作助理
- 黃國清－製作助理
- 陳嘉宏－製作助理
- 李天爵－執行美術
- 卓靖－執行美術
- 邱垂建－執行美術
- 陳國龍－攝影
- 合瑪－攝影
- 李紹榮－燈光
- 小夭－服裝
- 沈妙玲－梳化
- 劉鳳琪－梳化
- 盧麗蕙－梳化
- 林秀亨－場記
- 李雅菁－場記
- 小倩－場記
- 力榮－場務器材
- 六福－場務器材
- 林詩婉－剪接
- 陳惠姻－剪接
- 西影傳播－後期製作
- 陳嘉雄－錄音工程
- 柒號錄音－錄音工程
- 証聲音樂圖書館－音樂
- 杜永弘－片頭設計
- 太極影視－片頭設計
- 可米瑞智文化傳播事業有限公司－製作
- 南方影視製作有限公司－製作
- 中國電視公司－監製

## 外部連結
- 《Hi 上班女郎》在東森綜合台上的頁面
- 豆瓣电影上《Hi 上班女郎》的資料 （简体中文）